# The Little Captain
The Little Captain è un cortometraggio muto del 1914 diretto da Tefft Johnson.

## Produzione
Il film fu prodotto dalla Vitagraph Company of America.

## Distribuzione
Distribuito dalla General Film Company, il film - un cortometraggio in una bobina - uscì nelle sale cinematografiche statunitensi il 16 luglio 1914.